# ギルバート・ワルドバウアー
ギルバート・ワルドバウアー（Gilbert Waldbauer、1928年4月18日 - 2020年3月26日）は、アメリカ合衆国の昆虫学者。コネチカット州ブリッジポート。
1953年マサチューセッツ大学アマースト校卒。1960年イリノイ大学アーバナ・シャンペーン校博士課程終了。イリノイ大学アーバナ・シャンペーン校の教授を1995年まで務めている。

## 著書
| スタブアイコン | サブスタブ | この項目は、まだ閲覧者の調べものの参照としては役立たない、人物に関連した書きかけの項目です。この項目を加筆・訂正などしてくださる協力者を求めています（P:人物伝/PJ:人物伝）。 |